# Sam & Max Hit the Road
Sam & Max Hit the Road — пригодницька відеогра, розроблена та випущена «LucasArts» в 1993 році для DOS і Macintosh. Це дев'ята гра, що використовувала рушій SCUMM.
Гра отримала схвальні відгуки критиків одразу після релізу і була високо оцінена за гумор, озвучку, графіку, музику та геймплей. Зараз вона вважається класичною пригодницькою грою в жанрі point-and-click і часто вважається однією з найкращих відеоігор усіх часів. Кілька спроб випустити сиквели було скасовано, що врешті-решт призвело до того, що франшиза перейшла від LucasArts до Telltale Games. З жовтня 2014 року, після придбання LucasArts компанією Disney, гру продає GOG.com. У листопаді 2018 року гра була перевидана в Steam компанією Disney Interactive.

## Персонажі
Гра заснована на персонажах коміксів «Sam & Max: Freelance Police», створених художником Стівом Перселлом у 1987 році. Головні герої — парочка приватних детективів, антропоморфний пес на ім'я Сем (зростом 6 футів, що становить 1,8 метра, одягнений у дусі класичного кінодетектива: м'ятий костюм, краватка, капелюх) і його напарник, кролик на ім'я Макс (якого Сем у жарт визначає як «гіперрухливе кроликоподібне чудовисько». Макс одягу, як правило, не носить.)
Самі себе вони називають «вільними поліцейськими» («freelance police»). Сем — спокійний і розважливий, під час розслідування зазвичай йому дістається роль «гарного» поліцейського, у той час як активний понад усяку міру та надзвичайно діяльний Макс обожнює здійснювати акти невмотивованого насильства й взагалі любить сцени жорстокості (Сем теж їх любить, просто поводиться при їхньому спостереженні більш пристойно).
Оскільки Сем і Макс — детективи ньюйоркські, їхня методика розслідування переважно полягає в некоректних питаннях свідкам і дозованому застосуванні насильства (у тих випадках, коли за потенційним підозрюваним немає явної чисельної або силової переваги). Вони пересуваються на DeSoto Adventurer 1960-го року випуску поліцейського розфарбування в чорний і білий кольори, цю машину абсолютно неможливо знищити й при будь-якому розвитку подій вона тим чи іншим чином повертається до своїх власників.

## Класика жанру
Sam & Max Hit the Road — класичний графічний квест, виконаний в найкращих традиціях LucasArts Entertainment. Він був 9-ю за ліком грою, побудованою на графічному рушії SCUMM. Взявшись за справу про зниклу на карнавальному ярмарку снігову людину Бруно (Bruno) і дівчину-жирафа Тріксі (Trixi), Сем і Макс, ведені доказами, починають розслідування й колесять по Північній Америці у спробі розкрити цю заплутану справу. Гра, як і комікси, що лягли в її основу, рясніє чорним гумором і абсурдними діалогами, наприклад:

— Щось у мене голова болить…

— А ти поколупай виделкою у вусі, мені зазвичай допомагає!
— Ти виглядаєш шустрим і повнимм сил, мій друже.

— Я просто кавоман.

## Розробка
Сценарієм гри і її розробкою займався Стів Перселл разом із Шоном Кларком, Коллетт Мішо та Майклом Стеммлем, вклавши в неї неабияку частку гумору, властивого серії коміксів.
Гра була випущена одночасно на дискетах і компакт-дисках і потрапила в продаж у
двох варіантах: на семи дискетах і одному CD. CD-версія відрізнялася звуковою доріжкою з повним озвученням персонажів.
У грі використаний трохи змінений у порівнянні з попередніми версіями SCUMM-інтерфейс: замість інвентарю й панелі з керуючими дієсловами, представленими в нижній частині екрану, тепер треба було натискати праву кнопку миші, перебираючи іконки, що позначають дієслова, а інвентар з'являвся на окремому екрані. Пізніше подібний інтерфейс у різних його варіантах був використаний в Full Throttle (квітень 1995 року) і всіх SCUMM-іграх, які вийшли за нею.

## Цікаві факти
- У коміксах і Сем, і Макс, варто ситуації загостритися, беруться до зброї. При цьому Макс воліє стріляти з Люгера, в той час, як Сем користується дуже великим револьвером досить значного калібру. Не зовсім ясно, де Макс зберігає свій револьвер, оскільки одягу не носить (на запитання Сема про це він відповідає як правило, що це не його «бісове діло»). Щоб уникнути стрілянини у квесті, розробники зробили так, що на початковий момент гри зброя героїв здана до хімчистки (можливість постріляти дається гравцеві тільки після проходження гри, під час фінальних титрів, коли у тирі, як мішені рухаються пізнавані персонажі інших ігор LucasArts: лялька Трипвуда з обкладинки «Monkey Island 2: LeChuck's Revenge»; щупальце з «Day of the Tentacle» та ін.).

- У тунелі кохання, що присутній на початковому етапі гри, можна зробити так, щоб Сем процитував англійського поета Джона Мільтона: «Краще правити в пеклі, ніж прислужувати в раю» (англ. Better to reign in hell than to serve in heaven). Тоді Макс процитує Девіда Бірна: «Рай — це місце, де ніколи нічого не відбувається» (англ. Heaven is a place where nothing ever happens).

## Згадки Сема і Макса в інших іграх Lucas Arts
- У грі Grim Fandango в тату-салоні Тото Сантоса можна знайти логотипи із Sam & Max Hit the Road.

- Сем і Макс з'являються у вигляді тотема у кабінеті Індіани Джонса у грі Indiana Jones and the Last Crusade.